# Initiative für Klima und Umweltschutz
Die Initiative für Klima und Umweltschutz (IKLU) ist eine im Jahr 2008 eingerichtete Sonderfazilität für klima- und umweltrelevante Investitionen in Entwicklungsländern. Die Initiative wird von der Kreditanstalt für Wiederaufbau (KfW) Entwicklungsbank im Auftrag des Bundesministeriums für wirtschaftliche Zusammenarbeit und Entwicklung (BMZ) verwaltet. IKLU vergibt Darlehen vor allem an staatliche Träger, in Einzelfällen aber auch an private Träger, wobei die KfW Marktmittel aufnimmt, deren Zinssätze durch IKLU-MIttel verbilligt werden. Die ärmsten Entwicklungsländer erhalten Zuschüsse. Laut BMZ sollen zwischen 2008 und 2011 über die IKLU mindestens 2,4 Milliarden Euro bereitgestellt werden. IKLU ist aus der 2005 geschaffenen Sonderfazilität für Erneuerbare Energien und Energieeffizienz hervorgegangen.